# Formostenus rugosus
Formostenus rugosus là một loài tò vò trong họ Ichneumonidae.